# Phreatia palmifrons
Phreatia palmifrons är en orkidéart som beskrevs av Paul Ormerod. Phreatia palmifrons ingår i släktet Phreatia och familjen orkidéer.
Artens utbredningsområde är Thailand. Inga underarter finns listade i Catalogue of Life.